# Вигемансен, Мартин
Мартин Вигемансен (нидерл. Martin Wiggemansen; 7 июня 1957, Амстердам — 19 августа 2021, Амстердам) — нидерландский футболист, игравший на позициях полузащитника и нападающего. Выступал за команды «Амстердам», «Аякс», «Лугано» и ПЕК Зволле.
С 2003 по 2012 год работал командным менеджером в футбольной академии «Аякса».

## Биография
Родился 7 июня 1957 года в Амстердаме. Отец — Андре Вигемансен, был родом из Аудер-Амстела, мать — Хенрика Мартина ван Баллегоэй, родилась в Димене.
Футболом начал заниматься в возрасте восьми лет в команде ДЕК, а через два года перешёл в юношескую команду клуба «Зебюргия». На профессиональном уровне дебютировал в «Амстердаме», в составе которого выступал с 1975 года. Летом 1980 года перешёл в «Аякса». Сумма трансфера составила 350 тысяч гульденов.
В составе «Аякса» дебютировал 23 августа в матче чемпионата против «Роды», и сразу отметился забитым голом. На поле 23-летний футболист появился сразу после перерыва, заменив датчанина Сёрена Лербю. «Аякс» добился непростой победы со счётом 4:2, при этом проигрывая по ходу встречи. 17 сентября провёл первую игру в Кубке европейских чемпионов, выйдя на замену в игре с албанским «Динамо». Его первый гол в еврокубках состоялся 5 ноября в матче с «Баварией», однако он не помог его команде избежать вылета из главного европейского клубного турнира. В дебютном сезоне забил 2 гола в 17 матчах чемпионата, выходя в основном на замену.
В своём втором сезоне в команде Вигемансен не проходил в основной состав, и поэтому провёл всего три игры в чемпионате. После окончания сезона он перешёл в швейцарский «Лугано», выступающий во второй Лиги Швейцарии. В сезоне 1983/84 Мартин забил за клуб 19 голов. В 1984 году нападающий вернулся обратно в Нидерланды, став игроком клуба ПЕК Зволле, тренером которого был Ко Адриансе. Перед началом сезона в товарищеских матчах Мартин отметился двумя хет-триками. В составе «Зволле» выступало сразу двое его бывших одноклубников по «Аяксу» — голкипер Пит Схрейверс и защитник Ян Вегелар.
Профессиональную карьеру завершил после сезона 1985/86, однако он продолжил играть на любительском уровне за команды ЗПК и ИВВ (Ландсмер). В конце декабря 2003 года стал командным менеджером в футбольной школе «Аякса». Помимо этого, он регулярно играл за команду «Лаки Аякс», за которую выступают бывшие игроки «Аякса» и сторонники клуба.
Умер 19 августа 2021 года в возрасте 64 лет.

## Статистика выступлений
| Клуб       | Сезон   | Лига | Лига | Кубок | Кубок | Европейские кубки | Европейские кубки | Итого | Итого |
| Клуб       | Сезон   | Игры | Голы | Игры  | Голы  | Игры              | Голы              | Игры  | Голы  |
| ---------- | ------- | ---- | ---- | ----- | ----- | ----------------- | ----------------- | ----- | ----- |
| Амстердам  | 1975/76 | ?    | ?    | ?     | 0     |                   |                   | ?     | ?     |
| Амстердам  | 1976/77 | ?    | ?    | ?     | 0     |                   |                   | ?     | ?     |
| Амстердам  | 1977/78 | 22   | 3    | ?     | 0     |                   |                   | 22+   | 3     |
| Амстердам  | 1978/79 | ?    | ?    | ?     | 4     |                   |                   | ?     | ?     |
| Амстердам  | 1979/80 | ?    | ?    | ?     | 0     |                   |                   | ?     | ?     |
| Амстердам  | Итого   | 81   | 25   | ?     | 4     |                   |                   | ?     | 29    |
| Аякс       | 1980/81 | 17   | 2    | 1     | 0     | 3                 | 1                 | 21    | 3     |
| Аякс       | 1981/82 | 3    | 0    | 0     | 0     | 0                 | 0                 | 3     | 0     |
| Аякс       | Итого   | 20   | 2    | 1     | 0     | 3                 | 1                 | 24    | 3     |
| Лугано     | 1982/83 | ?    | 13   | ?     | ?     |                   |                   | ?     | 13+   |
| Лугано     | 1983/84 | ?    | 19   | ?     | ?     |                   |                   | ?     | 19+   |
| Лугано     | Итого   | 59   | 32   | ?     | ?     |                   |                   | ?     | ?     |
| ПЕК Зволле | 1984/85 | 26   | 2    | ?     | 1     |                   |                   | 26+   | 3     |
| ПЕК Зволле | 1985/86 | 30   | 4    | ?     | 2     |                   |                   | ?     | 6     |
| ПЕК Зволле | Итого   | 56   | 6    | ?     | 3     |                   |                   | ?     | 9     |